# Сви β протеини
Сви β протеини су класа структурних домена код којих је секундарна структура комплетно састављена од ß  равни, понекад са пар изолованих алфа хеликса на крајевима.
Чести примери су SH3 домен, ß  пропелер домен и превој имуноглобулина.